# Popoksza
Popoksza (lit. Papokšė) − wieś na Litwie, w rejonie wileńskim, 8 km na wschód od Duksztów, zamieszkana przez 6 ludzi.

## Historia
W dwudziestoleciu międzywojennym leżała w Polsce, w województwie wileńskim, w powiecie wileńsko-trockim, w gminie Mejszagoła.
Po II wojnie światowej w granicach Związku Sowieckiego. Od 1991 na niepodległej Litwie.